# 40e cérémonie des Golden Globes
La 40e cérémonie des Golden Globes a eu lieu le 29 janvier 1983, récompensant les films et séries diffusés en 1982 et les professionnels s'étant distingués cette année-là.

## Palmarès
Les lauréats sont indiqués ci-dessous en premier de chaque catégorie et en caractères gras.

### Cinéma

#### Meilleur film dramatique
- E.T. l'extra-terrestre (E.T. the Extra-Terrestrial)
  - Missing
  - Officier et Gentleman (An Officer and a Gentleman)
  - Le Choix de Sophie (Sophie's Choice)
  - Le Verdict (The Verdict)

#### Meilleur film musical ou comédie
- Tootsie
  - La Cage aux poules (The Best Little Whorehouse in Texas)
  - Diner
  - Où est passée mon idole ? (My Favorite Year)
  - Victor Victoria

#### Meilleur réalisateur
- Richard Attenborough pour Gandhi
  - Costa-Gavras pour Missing
  - Sidney Lumet pour Le Verdict (The Verdict)
  - Sydney Pollack pour Tootsie
  - Steven Spielberg pour E.T. l'extra-terrestre (E.T. the Extra-Terrestrial)

#### Meilleur acteur dans un film dramatique
- Ben Kingsley pour le rôle de Mohandas Karamchand Gandhi dans Gandhi
  - Albert Finney pour le rôle de George Dunlap dans L'Usure du temps (Shoot the Moon)
  - Richard Gere pour le rôle de Zack Mayo dans Officier et Gentleman (An Officer and a Gentleman)
  - Jack Lemmon pour le rôle d'Ed Horman dans Missing
  - Paul Newman pour le rôle de Frank Galvin dans Le Verdict (The Verdict)

#### Meilleure actrice dans un film dramatique
- Meryl Streep pour le rôle de  dans Le Choix de Sophie (Sophie's Choice)
  - Diane Keaton pour le rôle de  dans L'Usure du temps (Shoot the Moon)
  - Jessica Lange pour le rôle de  dans Frances
  - Sissy Spacek pour le rôle de  dans Missing
  - Debra Winger pour le rôle de  dans Officier et Gentleman (An Officer and a Gentleman)

#### Meilleur acteur dans un film musical ou une comédie
- Dustin Hoffman pour le rôle de Michael Dorsey / Dorothy Michaels dans Tootsie
  - Peter O'Toole pour le rôle d'Alan Swann dans Où est passée mon idole ? (My Favorite Year)
  - Al Pacino pour le rôle d'Ivan Travalian dans Avec les compliments de l'auteur (Author! Author!)
  - Robert Preston pour le rôle de Carroll "Toddy" Todd dans Victor Victoria
  - Henry Winkler pour le rôle de Chuck Lumley dans Les Croque-morts en folie (Night Shift)

#### Meilleure actrice dans un film musical ou une comédie
- Julie Andrews pour le rôle de Victoria Grant / Comte Victor Grezhinski dans Victor Victoria
  - Carol Burnett pour le rôle de Miss Hannigan dans Annie
  - Sally Field pour le rôle de Kay Villano dans Kiss Me Goodbye
  - Goldie Hawn pour le rôle de Paula McCullen dans Best Friends
  - Dolly Parton pour le rôle de Mona Stangley dans La Cage aux poules (The Best Little Whorehouse in Texas)
  - Aileen Quinn pour le rôle d'Annie dans Annie

#### Meilleur acteur dans un second rôle
- Louis Gossett Jr. pour le rôle du Sergent Instructeur Emil Foley dans Officier et Gentleman (An Officer and a Gentleman)
  - Raul Julia pour le rôle de Kalibanos dans Tempête (Tempest)
  - David Keith pour le rôle de Sid Worley dans Officier et Gentleman (An Officer and a Gentleman)
  - James Mason pour le rôle d'Ed Concannon dans Le Verdict (The Verdict)
  - Jim Metzler pour le rôle de Mason McCormick dans Tex

#### Meilleure actrice dans un second rôle
- Jessica Lange pour le rôle de Julie Nichols dans Tootsie
  - Cher pour le rôle de Sissy dans Reviens Jimmy Dean, reviens (Come Back to the Five and Dime, Jimmy Dean, Jimmy Dea)
  - Lainie Kazan pour le rôle de Belle Carroca dans Où est passée mon idole ? (My Favorite Year)
  - Kim Stanley pour le rôle de Lillian Farmer dans Frances
  - Lesley Ann Warren pour le rôle de Norma Cassady dans Victor Victoria

#### Meilleur scénario
- Gandhi – John Briley
  - E.T. l'extra-terrestre (E.T. the Extra-Terrestrial) – Melissa Mathison
  - Missing – Costa-Gavras et Donald E. Stewart
  - Tootsie – Larry Gelbart et Murray Schisgal
  - Le Verdict (The Verdict) – David Mamet

#### Meilleure chanson originale
- "Up Where We Belong" interprétée par Joe Cocker et Jennifer Warnes – Officier et Gentleman (An Officer and a Gentleman)
  - "If We Were In Love" interprétée par Luciano Pavarotti – Yes, Giorgio
  - "Making Love" interprétée par Roberta Flack – Making Love
  - "Cat People (Putting Out Fire)" interprétée par David Bowie – La Féline (Cat People)
  - "Eye of the Tiger" interprétée par Survivor – Rocky 3 (Rocky III)

#### Meilleure musique de film
- E.T. l'extra-terrestre (E.T. the Extra-Terrestrial) – John Williams
  - La Féline (Cat People)  – Giorgio Moroder
  - Blade Runner – Vangelis
  - Six Weeks – Dudley Moore
  - Victor Victoria – Henry Mancini

#### Meilleur film étranger
- Gandhi •  Royaume-Uni
  - La Guerre du feu •  France /  Canada
  - La traviata •  Italie
  - L'Homme de la rivière d'argent (The Man From Snowy River) •  Australie
  - Fitzcarraldo •  Allemagne de l'Ouest
  - Yol (Yol) •  Italie /  Turquie

#### Golden Globe de la révélation masculine de l'année
La récompense avait déjà été décernée.
- Ben Kingsley pour le rôle de Mohandas Karamchand Gandhi dans Gandhi
  - Eddie Murphy pour le rôle de Reggie Hammond dans 48 Heures (48 Hrs.)
  - David Keith pour le rôle de Sid Worley dans Officier et Gentleman (An Officer and a Gentleman)
  - Henry Thomas pour le rôle d'Elliott dans E.T. l'extra-terrestre (E.T. the Extra-Terrestrial)
  - Kevin Kline pour le rôle de Nathan Landau dans Le Choix de Sophie (Sophie's Choice)

#### Golden Globe de la révélation féminine de l'année
La récompense avait déjà été décernée.
- Sandahl Bergman pour le rôle de Valéria dans Conan le Barbare (Conan the Barbarian)
  - Lisa Blount pour le rôle de Lynette Pomeroy dans Officier et Gentleman (An Officer and a Gentleman)
  - Aileen Quinn pour le rôle d'Annie dans Annie
  - Amy Madigan pour le rôle de Terry Jean Moore dans Love Child
  - Katherine Healy pour le rôle de Nicole Dreyfus dans Six Weeks
  - Molly Ringwald pour le rôle de Miranda Dimitrius dans Tempête (Tempest)

### Télévision
Note : le symbole « ♕ » rappelle le gagnant de l'année précédente (si nomination).

#### Meilleure série dramatique
- Capitaine Furillo (Hill Street Blues) ♕
  - Dallas
  - Dynastie (Dynasty)
  - Magnum (Magnum, P.I.)
  - Pour l'amour du risque (Hart to Hart)

#### Meilleure série musicale ou comique
- Fame
  - Taxi
  - Cheers
  - M*A*S*H
  - Love, Sidney

#### Meilleure mini-série ou meilleur téléfilm
- Retour au château (Brideshead Revisited)
  - Second Chance (film, 1983) (Two of a Kind)
  - Eleanor, First Lady of the World
  - In the Custody of Strangers
  - Une femme nommée Golda (A Woman Called Golda)

#### Meilleur acteur dans une série dramatique
- John Forsythe pour le rôle de Blake Carrington dans Dynastie
  - Robert Wagner pour le rôle de Jonathan Hart dans Pour l'amour du risque (Hart to Hart)
  - Daniel J. Travanti pour le rôle du Capt. Frank Furillo dans Capitaine Furillo (Hill Street Blues)
  - Tom Selleck pour le rôle de Thomas Sullivan Magnum IV dans Magnum (Magnum, P.I.)
  - Larry Hagman pour le rôle de JR Ewing dans Dallas

#### Meilleure actrice dans une série dramatique
- Joan Collins pour le rôle d'Alexis Carrington dans Dynastie (Dynasty)
  - Linda Evans pour le rôle de Krystle Jennings Carrington dans Dynastie (Dynasty)
  - Victoria Principal pour le rôle de Pamela Barnes Ewing dans Dallas
  - Stefanie Powers pour le rôle de Jennifer Hart dans Pour l'amour du risque (Hart to Hart)
  - Jane Wyman pour le rôle d'Angela Channing dans Falcon Crest

#### Meilleur acteur dans une série musicale ou comique
- Alan Alda pour le rôle de Benjamin Pierce dans M*A*S*H ♕
  - Tony Randall pour le rôle de Sidney Shore dans Love, Sidney
  - Judd Hirsch pour le rôle d'Alex Rieger dans Taxi
  - Bob Newhart pour le rôle de Dick Loudon dans Newhart
  - Robert Guillaume pour le rôle de Benson DuBois dans Benson

#### Meilleure actrice dans une série musicale ou comique
- Debbie Allen pour le rôle de Lydia Grant dans Fame
  - Isabel Sanford pour le rôle de Louise Jefferson dans The Jeffersons
  - Nell Carter pour le rôle de Nellie Ruth « Nell » Harper dans Allô Nelly bobo (Gimme a Break!)
  - Eileen Brennan pour le rôle du Capitaine Doreen Lewis dans Private Benjamin (en) ♕
  - Rita Moreno pour le rôle de Violette Newstead dans Comment se débarrasser de son patron (9 To 5)
  - Bonnie Franklin pour le rôle d'Ann Romano Royer dans Au fil des jours (One Day at a Time)

#### Meilleur acteur dans une mini-série ou un téléfilm
- Anthony Andrews pour le rôle de Sebastian Flyte dans Brideshead Revisited
  - Philip Anglim pour le rôle de John Merrick dans The Elephant Man
  - Robby Benson pour le rôle de Noel 'Nolie' Minor dans Second Chance (film, 1983) (Two of a Kind)
  - Jeremy Irons pour le rôle de Charles Ryder dans Retour au château (Brideshead Revisited)
  - Sam Waterston pour le rôle de Robert Oppenheimer dans Oppenheimer

#### Meilleure actrice dans une mini-série ou un téléfilm
- Ingrid Bergman pour le rôle de Golda Meir dans Une femme nommée Golda (A Woman Called Golda)
  - Carol Burnett pour le rôle de Beatrice O'Reilly dans Life of the Party: The Story of Beatrice
  - Lucy Gutteridge pour le rôle de Gloria Morgan Vanderbilt dans Little Gloria... Happy at Last
  - Ann Jillian pour le rôle de Mae West dans Mae West
  - Lee Remick pour le rôle de Leslie Crosbie dans La Lettre (The Letter)
  - Jean Stapleton pour le rôle d'Eleanor Roosevelt dans Eleanor, First Lady of the World

#### Meilleur acteur dans un second rôle dans une série, une mini-série ou un téléfilm
- Lionel Stander pour le rôle de Max dans Pour l'amour du risque (Hart To Hart)
  - Lorenzo Lamas pour le rôle de Lance Cumson dans Falcon Crest
  - Pat Harrington Jr. pour le rôle de Dwayne Schneider dans Au fil des jours (One Day at a Time)
  - John Hillerman pour le rôle de Jonathan Higgins dans Magnum (Magnum, P.I.) ♕
  - Anson Williams pour le rôle de Warren « Potsie » Weber dans Happy Days

#### Meilleure actrice dans un second rôle dans une série, une mini-série ou un téléfilm
- Shelley Long pour le rôle de Diane Chambers dans Cheers
  - Beth Howland pour le rôle de Vera Louise Gorman dans Alice
  - Loretta Swit pour le rôle du Major Margaret « Lèvres en feu » Houlihan dans M*A*S*H
  - Valerie Bertinelli pour le rôle de Barbara Cooper dans Au fil des jours (One Day at a Time) ♕
  - Marilu Henner pour le rôle d'Elaine Nardo dans Taxi
  - Carol Kane pour le rôle de Simka Dahblitz-Gravas dans Taxi

### Cecil B. DeMille Award
- Laurence Olivier

### Miss Golden Globe
- Lori Leonell
- Rhonda Shear

## Récompenses et nominations multiples

### Nominations multiples

#### Cinéma
8  : Officier et Gentleman
 5  : Gandhi, Tootsie, E.T. l'extra-terrestre, Victor Victoria, Missing, Le Verdict
 3  : Le Choix de Sophie, Annie, Où est passée mon idole ?
 2  : La Féline, La Cage aux poules, L'Usure du temps, Frances, Tempête, Six Weeks

#### Télévision
4  : Dynastie, Pour l'amour du risque, Taxi
 3  : M*A*S*H, Magnum, Dallas, Au fil des jours
 2  : Fame, Une femme nommée Golda, Retour au château, Capitaine Furillo, Cheers, Love, Sidney, Second Chance (film, 1983) (Two of a Kind), Eleanor, First Lady of the World, Falcon Crest

#### Personnalités
2  : Ben Kingsley, Costa-Gavras, Jessica Lange, Carol Burnett, Aileen Quinn, David Keith

### Récompenses multiples

#### Cinéma
5 / 5 : Gandhi
3 / 5 : Tootsie,
2 / 5 : E.T. l'extra-terrestre
2 / 8 : Officier et Gentleman

#### Télévision
2 / 2 : Fame
2 / 4 : Dynastie

#### Personnalités
2 / 2 : Ben Kingsley

### Les grands perdants

#### Cinéma
0 / 5 : Missing, Le Verdict

#### Télévision
0 / 4 : Taxi